# الجواهر في تفسير القرآن الكريم
تفسير القرآن الحكيم الشهير باسم  «الجواهر في تفسير القرآن الكريم»  هو أحد كتب تفسير القران الكريم في العصر الحديث، تأليف الشيخ طنطاوي جوهري.

## أسلوب التفسير
لقد عمل الشيخ طنطاوي جوهري لإنجاز هذا التفسير من سنة 1922 إلى سنة 1935. يقع الكتاب في ستة وعشرين جزءا ونشر شذرات متفرقة منه باسم "التاج المرصع بجواهر القرآن والعلوم".
يتحدث في مقدمة التفسير عن البواعث التي دفعته لتأليفه فيقول: "أما بعد فإني خلقت مغرما بالعجائب الكونية معجبا بالبدائع الطبيعية مشوقا إلى ما في السماء من جمال وما في الأرض من بهاء وكمال آيات بينات وغرائب باهرات،
ثم إني لما تأملت الأمة الإسلامية وتعاليمها الدينية ألفيت أكثر العقلاء وبعض جلة العلماء عن تلك المعاني معرضين، وعن التفرج بها ساهين لاهين فقليل منهم من فكر في خلق العوالم وما أودعت من الغرائب فأخذت أؤلف لذلك كتابي" .
سمى تفسيره "الجواهر في تفسير القرآن الكريم" لأنه يجعل الجوهرة بدل الباب أو الفصل والجوهرة يتفرع عنها الماسة الأولى والماسة الثانية وهكذا.
طريقته في تفسير القرآن أن يبدأ بالتفسير اللفظي للآيات التي يعرض لها ثم يتلوه بالشرح والإيضاح، أي أنه يشرح متوسعا في الفنون العصرية المتنوعة.
كان يضع في تفسيره كثيرا من صور النباتات والحيوانات ومناظر الطبيعة وتجارب العلوم بقصد التوضيح والبيان.
كان لهذا التفسير في الشرق الأقصى وفي إيران بوجه خاص سمعة طيبة وشهرة واسعة النطاق وقد قالت عنه مجلة الجمعية الآسيوية الفرنسية: "إن الشيخ طنطاوي رجل فيلسوف حكيم بمقدار ما هو عالم دين، وبهاتين الصفتين قد فسر القرآن الذي أثبت أنه دين الفطرة بما هو أكثر ملائمة للطباع البشرية وموافقة للحقائق العلمية والنواميس الطبيعية".